# Diputats a les Corts Valencianes (XI Legislatura)
A continuació es mostra la llista dels 99 diputats a les Corts Valencianes que han conformat la institució legislativa de la Generalitat Valenciana durant l'onzena legislatura del País Valencià, període que s'inicià el 26 de juny de 2023, ordenats alfabèticament pels cognoms per defecte.
| Nom                                   | Circumscripció | Grup parlamentari | Substitució                                             |
| ------------------------------------- | -------------- | ----------------- | ------------------------------------------------------- |
| Ramón Abad Soler                      | Alacant        | GP Socialista     |                                                         |
| Salvador Aguilella Ramos              | Castelló       | GP Popular        |                                                         |
| José Luis Aguirre Larrauri            | València       | GP Vox            | Ana María Bellver Alcántara (des del 19/09/2023)        |
| Jesús Albiol Talaya                   | Castelló       | GP Vox            |                                                         |
| Joaquín María Alés Estrella           | València       | GP Vox            |                                                         |
| Wenceslao Alós Valls                  | Castelló       | GP Popular        |                                                         |
| Mònica Àlvaro Cerezo                  | Castelló       | GP Compromís      |                                                         |
| Maria Josep Amigó Laguarda            | València       | GP Compromís      |                                                         |
| Alicia Andújar Durá                   | València       | GP Socialista     |                                                         |
| Joan Josep Baldoví Roda               | València       | GP Compromís      |                                                         |
| Marta Barrachina Mateu                | Castelló       | GP Popular        | Candela Anglés Querol (des del 20/09/2023)              |
| Miguel Barrachina Ros                 | Castelló       | GP Popular        | Alejo Font de Mora Rullán (des del 23/09/2024)          |
| Francisca Bartual Bermell             | València       | GP Popular        |                                                         |
| Elena María Bastidas Bono             | València       | GP Popular        |                                                         |
| Ana María Besalduch Besalduch         | Castelló       | GP Socialista     |                                                         |
| Vicente Betoret Coll                  | València       | GP Popular        |                                                         |
| Ernest Blanch Marín                   | Castelló       | GP Socialista     |                                                         |
| Juan Bordera Romá                     | Alacant        | GP Compromís      |                                                         |
| Gabriela Bravo Sanestanislao          | València       | GP Socialista     | Romina María del Rey Tormos (des del 21/01/2025)        |
| Pablo Gustavo Broseta Dupré           | València       | GP Popular        | Ignacio José Aleixandre Aleixandre (des del 30/01/2024) |
| Josefina Bueno Alonso                 | Alacant        | GP Socialista     | José Antonio Díaz Fernández (des del 20/09/2023)        |
| Mercedes Caballero Hueso              | València       | GP Socialista     |                                                         |
| María José Calabuig Vanyó             | Alacant        | GP Compromís      |                                                         |
| Felipe Javier Carrasco Torres         | València       | GP Popular        | José Forés Sanz (des del 20/09/2023)                    |
| Alfredo Cesáreo Castelló Saez         | València       | GP Popular        |                                                         |
| María José Catalá Verdet              | València       | GP Popular        |                                                         |
| Laura Chuliá Serra                    | València       | GP Popular        |                                                         |
| José Chulvi Español                   | Alacant        | GP Socialista     |                                                         |
| Noelia Císcar Martínez                | Alacant        | GP Popular        |                                                         |
| María de los Ángeles Criado Gonzálbez | València       | GP Vox            |                                                         |
| Eduardo Jorge Dolón Sánchez           | Alacant        | GP Popular        |                                                         |
| María del Rosario Escrig Llinares     | Alacant        | GP Popular        | José Salas Maldonado (des del 20/09/2023)               |
| Arcadi España García                  | València       | GP Socialista     | Pedro Ruiz Castell (des del 18/12/22023)                |
| Paula Virginia Espinosa Giménez       | València       | GP Compromís      |                                                         |
| Carles Esteve Aparicio                | València       | GP Compromís      |                                                         |
| Alberto Fabra Part                    | Castelló       | GP Popular        | Jesús Antonio Lecha Tena (des del 20/09/2023)           |
| Susana Fabregat Carrasquer            | Castelló       | GP Popular        | Luís Martínez Fuentes (des del 20/09/2023)              |
| Ernesto Fernández Pardo               | València       | GP Popular        | Mar Galcerán Gadea (des del 20/09/2023)                 |
| Gerard Fullana Martínez               | Alacant        | GP Compromís      |                                                         |
| María Teresa García Madrid            | Alacant        | GP Socialista     |                                                         |
| Beatriz Gascó Enríquez                | Castelló       | GP Popular        |                                                         |
| Antoni Francesc Gaspar Ramos          | València       | GP Socialista     |                                                         |
| María Luisa Gayo Madera               | Alacant        | GP Popular        |                                                         |
| María Gómez García                    | Alacant        | GP Popular        |                                                         |
| Sílvia Gómez Rey                      | Castelló       | GP Socialista     |                                                         |
| Magdalena María González La Red       | València       | GP Popular        |                                                         |
| José Ramón González de Zárate Unamuno | Alacant        | GP Popular        |                                                         |
| Rubén Ibáñez Bordonau                 | Castelló       | GP Popular        | José Domingo Giner Beltrán (des del 20/09/2023)         |
| Rocío Ibáñez Candelera                | Castelló       | GP Socialista     |                                                         |
| Carlos Laguna Asensi                  | Castelló       | GP Socialista     | Sofía Fernández Aparicio (des del 25/10/2023)           |
| José María Llanos Pitarch             | València       | GP Vox            |                                                         |
| Adoración Llop Montón                 | Castelló       | GP Popular        |                                                         |
| Julia María Llopis Noheda             | Alacant        | GP Vox            |                                                         |
| David Bernardo López Lluch            | Alacant        | GP Socialista     | Ana Belén Juárez Pastor (des del 13/03/2024)            |
| José Luis Lorenz Andrés               | Castelló       | GP Socialista     |                                                         |
| Verónica Marcos Puig                  | València       | GP Popular        |                                                         |
| Cristina Martínez García              | València       | GP Socialista     |                                                         |
| Carmen Martínez Ramírez               | València       | GP Socialista     | Sonia Borruey Montolio (des del 20/09/2023)             |
| Vicent Marzà Ibáñez                   | Castelló       | GP Compromís      | Vicent Granel Cabedo (des del 10/07/2024)               |
| Aitana Joana Mas Mas                  | Alacant        | GP Compromís      |                                                         |
| María de los Llanos Massó Linares     | Castelló       | GP Vox            |                                                         |
| Carlos Arturo Mazón Guixot            | Alacant        | GP Popular        |                                                         |
| Ruth María Merino Peña                | València       | GP Popular        | José Vicente Todolí Masquefa (des del 20/09/2023)       |
| Ruth María Merino Peña                | València       | GP Popular        | Andrea Gigante Melego (des del 3/10/2023)               |
| Miguel Mínguez Pérez                  | València       | GP Socialista     | Michel Montaner Berbel (des del 20/09/2023)             |
| Vicente José Mompó Aledo              | València       | GP Popular        | Mari Carmen Contelles Llopis (des del 20/09/2023)       |
| José Muñoz Lladró                     | València       | GP Socialista     |                                                         |
| David Muñoz Pérez                     | Castelló       | GP Vox            |                                                         |
| José Muñoz Salvador                   | Alacant        | GP Vox            |                                                         |
| María Rosario Navalón García          | Alacant        | GP Socialista     |                                                         |
| Isaura Navarro i Casillas             | València       | GP Compromís      |                                                         |
| María Luisa Navarro Forcada           | Alacant        | GP Socialista     |                                                         |
| Eva Ortiz Vilella                     | Alacant        | GP Popular        | Carmen Martínez Clemor (des del 20/09/2023)             |
| Julia Parra Aparicio                  | Alacant        | GP Popular        | Dolores Peña Villaescusa (des del 20/09/2023)           |
| Miguel Pascual Pérez                  | Alacant        | GP Vox            |                                                         |
| Fernando Pastor Llorens               | Alacant        | GP Popular        |                                                         |
| Lucia Peral Mateos                    | Alacant        | GP Popular        |                                                         |
| Juan Francisco Pérez Llorca           | Alacant        | GP Popular        |                                                         |
| Rosa Maria Peris Cervera              | València       | GP Socialista     |                                                         |
| Nuria Pina Huertas                    | Alacant        | GP Socialista     |                                                         |
| Jesús Pla Herrero                     | València       | GP Compromís      |                                                         |
| Salomé Pradas Ten                     | Castelló       | GP Popular        | María Nieves Martínez Tarazona (des del 20/09/2023)     |
| Ximo Puig i Ferrer                    | València       | GP Socialista     | Benjamín Mompó Peruga (des del 19/12/2023)              |
| María Teresa Ramírez Jurado           | Alacant        | GP Vox            |                                                         |
| Dolores Roch Cazorla                  | València       | GP Popular        |                                                         |
| Francesc Roig Oliver                  | València       | GP Compromís      |                                                         |
| José Antonio Rovira Jover             | Alacant        | GP Popular        | Javier Gutiérrez Martín (des del 20/09/2023)            |
| Verónica Ruiz Escrig                  | Castelló       | GP Compromís      |                                                         |
| María José Salvador Rubert            | Castelló       | GP Socialista     |                                                         |
| Yaissel Sánchez Orta                  | Alacant        | GP Socialista     |                                                         |
| Francisco Javier Sendra Mengual       | Alacant        | GP Popular        | Manuel Pérez Fenoll (des del 20/09/2023)                |
| Rafael Simó Sancho                    | Castelló       | GP Socialista     |                                                         |
| Laura Soler Azorín                    | Alacant        | GP Socialista     |                                                         |
| Víctor Soler Beneyto                  | València       | GP Popular        |                                                         |
| Nathalie Torres Garcia                | València       | GP Compromís      |                                                         |
| Rebeca Mariola Torró Soler            | València       | GP Socialista     | Xelo Angulo Luna (des del 18/12/2023)                   |
| Miriam Turiel Mollá                   | València       | GP Vox            |                                                         |
| Ana Vega Campos                       | Alacant        | GP Vox            |                                                         |
| Mario Elías Villar García             | Alacant        | GP Socialista     |                                                         |
| José Juan Zaplana López               | Alacant        | GP Popular        |                                                         |